# والتر فليتشير
والتر فليتشير (بالإنجليزية: Walter Fletcher)‏ هو سياسي بريطاني (وحمل سابقاً جنسية المملكة المتحدة لبريطانيا العظمى وأيرلندا)، ولد في 8 أبريل 1892، وتوفي في 6 أبريل 1956 في لندن في المملكة المتحدة. حزبياً، نشط في حزب المحافظين. في الانتخابات العامة في المملكة المتحدة 1945 ‏، انتخب عضو برلمان المملكة المتحدة الـ38 عن دائرة Bury (UK Parliament constituency) ‏ (5 يوليو 1945 – 3 فبراير 1950) وفي الانتخابات العامة في المملكة المتحدة 1950 ‏، انتخب عضو برلمان المملكة المتحدة الـ39 عن دائرة Bury and Radcliffe (UK Parliament constituency) ‏ (23 فبراير 1950 – 5 أكتوبر 1951) وفي الانتخابات العامة في المملكة المتحدة 1951 ‏، انتخب عضو برلمان المملكة المتحدة الـ40 عن دائرة Bury and Radcliffe (UK Parliament constituency) ‏ (25 أكتوبر 1951 – 6 مايو 1955).